# Matureia
Matureia é um município brasileiro do estado da Paraíba e integrante da Região Metropolitana de Patos. Localiza-se a uma latitude 07º16'01" sul e a uma longitude 37º21'05" oeste, estando a uma altitude de 815 metros. Sua população estimada em 2021 foi de 6 690 habitantes, segundo o IBGE. Possui uma área de 84 km².
O ponto mais alto do estado, o Pico do Jabre, com 1208 m, localiza-se no município, dentro do Parque Estadual Pico do Jabre, uma unidade de conservação. A cidade foi oficializada pela Lei nº 10.885 de 26 de maio de 2017 como Capital Paraibana do Voo Livre, sendo publicado no Diário Oficial Do Estado da Paraíba (DOEPB) em 27 de maio de 2017.
Parte do município está incluída na área do Parque Nacional da Serra do Teixeira, um parque nacional e unidade de conservação brasileira de proteção integral à natureza, que além de Matureia, estende-se por outros 11 municípios alcançando uma área total de 61 095 hectares.

## História
O histórico do município está ligado com os primórdios do Povoado dos Canudos (atual município de Teixeira). O povoado fazia parte de Teixeira e no período de sua formação, se transformou de ponto de passagem de mercadores e tangeiros de gado em um arruado que se tornou famoso pelo fenômeno vegetal da prolongada maturação dos seus cajueiros. Pela observação dos moradores antigos daquele lugar, os maturis (cajus novos), ainda verdes (pedúnculos) possuíam longa maturescência. O fenômeno tem aparato científico: a localidade está bem vizinha às elevações serranas que culminam no Pico do Jabre.
O regime climatológico cria, como que degraus para a incidência das denominadas chuvas do caju, em uma escala de variação comandada pela natureza. Dependendo da altitude, o fenômeno da Matureia, na linguagem matuta, ocorre em períodos variados, contudo sequenciados. A área tem, portanto, prolongada maturescência, produzindo safras constantes de cajus.
A Vila de Matureia foi elevada a categoria de cidade, desmembrando-se de Teixeira, pela Lei nº 6175 de 13 de dezembro de 1995. São considerados fundadores do local, ascendentes das famílias Dantas, Jerônimo, Vasco, Maia, Costa e Firmino. Os descendentes das famílias residem no local e se dedicam a variadas atividades econômicas relacionadas com a agricultura e à pecuária.

## Geografia
A topografia para toda a área do município apresenta-se entre 750 metros e 1.200 metros. O ponto culminante do município e também do estado é o Pico do Jabre. Devido a altitude e clima mais ameno, a vegetação do município é do tipo serrana/mata atlântica.

### Clima
O município está incluído na área geográfica de abrangência do semiárido brasileiro, definida pelo Ministério da Integração Nacional em 2005.  Esta delimitação tem como critérios o índice pluviométrico, o índice de aridez e o risco de seca.
Levando-se em conta apenas a precipitação, o município de Matureia possui clima tropical As, segundo a classificação do clima de Köppen. A pluviosidade média é de 733 mm/ano, sendo março o mês mais chuvoso, com 202 mm, e setembro o mais seco, com apenas 3 mm.
Por estar localizada em uma região serrana a uma altitude de 810 metros acima do nível do mar, apresenta temperaturas amenas, com média anual em torno de 21 °C, sendo as menores temperaturas registradas em julho e agosto (média mínima em torno dos 15 °C) e as mais altas em janeiro (média máxima próxima de 28 °C).
O município, de acordo com uma pesquisa do Sistema de Classificação Global de Tipos Climáticos, é o terceiro mais frio do estado da Paraíba, perdendo apenas para Solânea e Areial.
| Dados climatológicos para Matureia | Dados climatológicos para Matureia | Dados climatológicos para Matureia | Dados climatológicos para Matureia | Dados climatológicos para Matureia | Dados climatológicos para Matureia | Dados climatológicos para Matureia | Dados climatológicos para Matureia | Dados climatológicos para Matureia | Dados climatológicos para Matureia | Dados climatológicos para Matureia | Dados climatológicos para Matureia | Dados climatológicos para Matureia | Dados climatológicos para Matureia |
| Mês                                | Jan                                | Fev                                | Mar                                | Abr                                | Mai                                | Jun                                | Jul                                | Ago                                | Set                                | Out                                | Nov                                | Dez                                | Ano                                |
| ---------------------------------- | ---------------------------------- | ---------------------------------- | ---------------------------------- | ---------------------------------- | ---------------------------------- | ---------------------------------- | ---------------------------------- | ---------------------------------- | ---------------------------------- | ---------------------------------- | ---------------------------------- | ---------------------------------- | ---------------------------------- |
| Temperatura máxima média (°C)      | 28                                 | 27,7                               | 27,2                               | 26,1                               | 24,5                               | 23                                 | 22,8                               | 23,4                               | 25,4                               | 26,9                               | 27,7                               | 27,8                               | 25,9                               |
| Temperatura média (°C)             | 22,8                               | 22,7                               | 22,4                               | 21,8                               | 20,8                               | 19,5                               | 19                                 | 19,3                               | 20,7                               | 21,7                               | 22,4                               | 22,5                               | 21,3                               |
| Temperatura mínima média (°C)      | 17,6                               | 17,7                               | 17,7                               | 17,6                               | 17,1                               | 16,1                               | 15,3                               | 15,3                               | 16,1                               | 16,6                               | 17,1                               | 17,3                               | 16,8                               |
| Precipitação (mm)                  | 64                                 | 130                                | 202                                | 168                                | 60                                 | 31                                 | 24                                 | 8                                  | 3                                  | 4                                  | 11                                 | 28                                 | 733                                |
| Fonte: Climate Data.               |                                    |                                    |                                    |                                    |                                    |                                    |                                    |                                    |                                    |                                    |                                    |                                    |                                    |